# Aeneator marshalli separabilis
Aeneator marshalli separabilis is een ondersoort in de klasse van de Gastropoda (Slakken).
Het dier komt uit het geslacht Aeneator en behoort tot de familie Buccinidae. Aeneator marshalli separabilis werd in 1956 beschreven door Dell. De nominale ondersoort van Aeneator marshalli is uitgestorven.